# Železný poutník
Železný poutník je každoroční pěší pouť od Baziliky Navštívení Panny Marie na Svatém Kopečku k Bazilice Nanebevzetí Panny Marie na Hostýně, která se koná v postní době v noci z pátku na sobotu týden před květnou nedělí. Pouť začíná a končí mší svatou. Pouť je charakteristická náročnou trasou dlouhou přibližně 48,3 km.

## Historie
Historie pouti sahá do roku 1997, kdy skupina několika přátel, mezi nimiž byl římskokatolický kněz Marián Husek OPraem, vyrazila na cestu na Svatý Hostýn. Když o půlnoci došli do Prosenic, zazvonili na místní faru a otevřel jim kněz P. Jiří Koníček. Ten o konání pochodu nevěděl, ale pohostil je čajem a sušenkami. Od té doby se Prosenice staly občerstvovací stanici.
V následujících letech se k nim postupně přidávalo větší množství poutníků, takže se občerstvení přesunulo z fary v Prosenicích do klubovny místní hasičské zbrojnice. V roce 2009 se účastnilo přibližně 100 lidí, do roku 2015 se počet účastníků vyšplhal na několik set. V roce 2019 se konal 22. ročník, v letech 2020 a 2021 pouť neproběhla z důvodu opatření proti šíření koronaviru.

## Průběh pouti
Pouť je zahájena mší svatou, po které poutníci vyrazí na cestu. V první čtvrtině trasy jde zástup poutníků poměrně blízko u sebe lesními cestami i po silnici, zástup se obvykle z důvodu různého tempa chůze poutníků postupně rozdělí na menší skupinky. Typická je zastávka ve Velké Bystřici na náměstí, kde se poutníkům rozdají korálky, aby se v cíli mohla spočítat účast, také probíhá anketa, z jakých diecézí či zemí poutníci přicházejí.
Odpočívadlem během trasy je náměstí v Tršicích, zde poutníci obvykle zaplní celé prostranství včetně travnaté plochy pod kostelem. Další velkou zastávkou je obec Prosenice, v níž bývá otevřený kostel s adorací, v nedalekém kulturním centru bývá pro poutníky připraveno bezplatné občerstvení.

## Trasa
Trasa pouti měří 48,3 km. Celkové převýšení během trasy činí 782 m.
| Pořadí | Obec                            |
| ------ | ------------------------------- |
| 1.     | Svatý Kopeček (Olomouc)         |
| 2.     | Bukovany                        |
| 3.     | Velká Bystřice                  |
| 4.     | Svésedlice                      |
| 5.     | Vacanovice                      |
| 6.     | Tršice                          |
| 7.     | Lazníky                         |
| 8.     | Buk                             |
| 9.     | Prosenice                       |
| 10.    | Radslavice                      |
| 11.    | Pavlovice u Přerova             |
| 12.    | Hradčany                        |
| 13.    | Nahošovice                      |
| 14.    | Dřevohostice                    |
| 15.    | Lipová                          |
| 16.    | Křtomil                         |
| 17.    | Rychlov (Bystřice pod Hostýnem) |
| 18.    | Bystřice pod Hostýnem           |
| 19.    | Svatý Hostýn                    |

Trasa 26. ročníku na podkladu "mapy.cz".

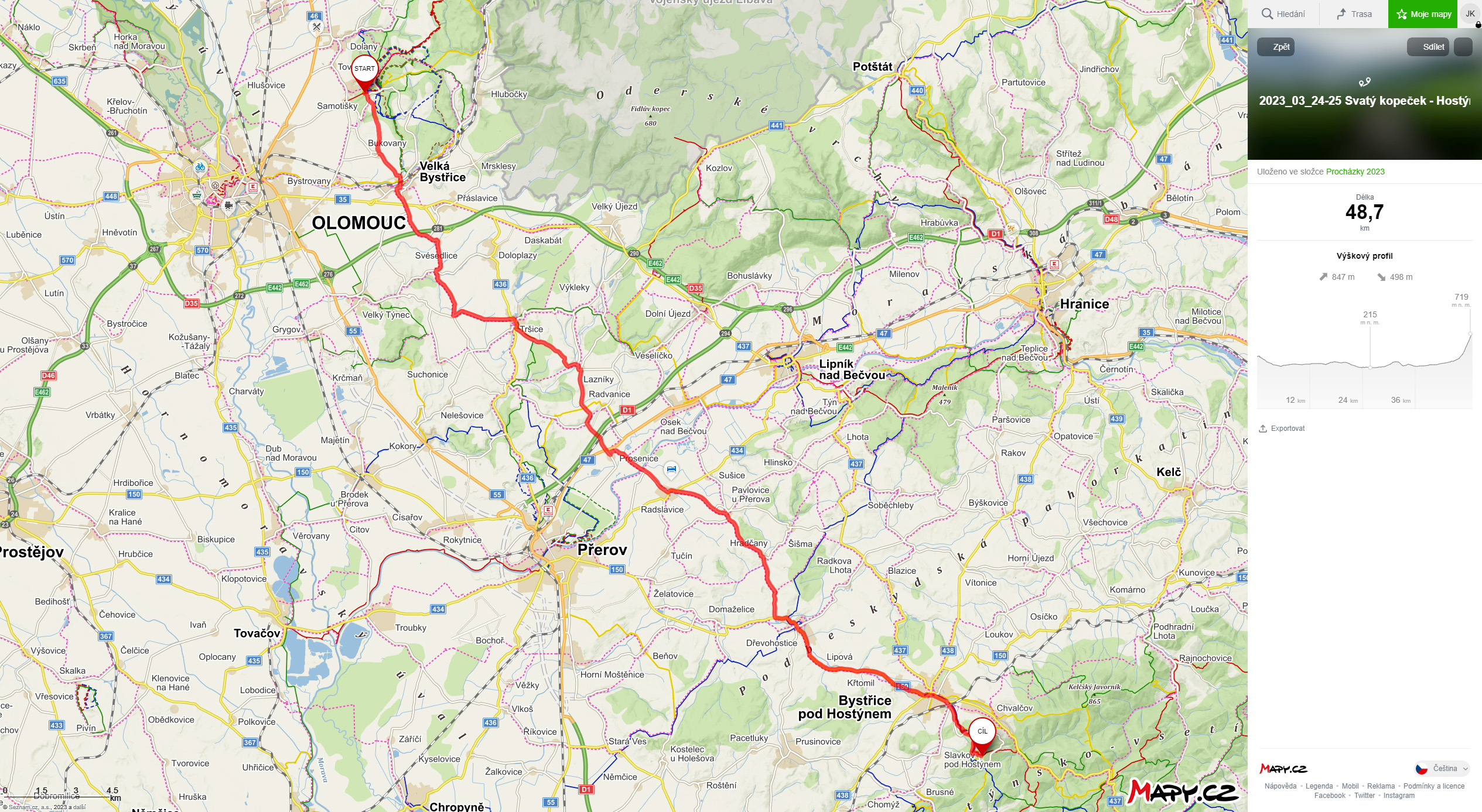
Záznam trasy "Železného poutníka 2023".

## Jednotlivé ročníky
| Ročník | Rok  | Datum         | Odhadovaná účast |
| ------ | ---- | ------------- | ---------------- |
| 0.     | 1997 | -             | 15               |
| 1      | 1998 | -             | -                |
| 2      | 1999 | -             | -                |
| 3      | 2000 | -             | -                |
| 4      | 2001 | -             | -                |
| 5      | 2002 | -             | -                |
| 6      | 2003 | -             | -                |
| 7      | 2004 | -             | -                |
| 8      | 2005 | -             | -                |
| 9      | 2006 | -             | -                |
| 10     | 2007 | -             | -                |
| 11     | 2008 | -             | -                |
| 12     | 2009 | 27.3. - 28.3. | 106              |
| 13     | 2010 | 19.3. - 20.3. | -                |
| 14     | 2011 | 8.4. - 9.4.   | -                |
| 15     | 2012 | 23.3. - 24.3. | -                |
| 16     | 2013 | 15.3. - 16.3. | -                |
| 17     | 2014 | 4.4. - 5.4.   | -                |
| 18     | 2015 | 20.3. - 21.3. | -                |
| 19     | 2016 | 11.3. - 12.3. | -                |
| 20     | 2017 | 31.3. - 1.4.  | -                |
| 21     | 2018 | 16.3. - 17.3. | -                |
| 22     | 2019 | 5.4. - 6.4.   | 581              |